# بمبارة
البمبارة هم شعب يستوطن غربي إفريقيا وأغلبيتهم يعيشون في مالي كما يوجدون في غينيا والسنغال وبوركينا فاسو والنيجر. وهم أغلبية العرق الماندي وبخاصة في مالي. و 80 بالمئة منهم يتحدثون لغة البمبارة.

## التسمية
يسمي البمباريين أنفسهم بالبَمانيين. وما زال الجدل قائم حول أصل التسمية. ومنهم من قال أن كلمة البَمانة تعني "الذين يرفضون الله" ومشتقة من اللغة المَنديَّة "بان" وتعني الرفض أو المعصية و"أنا" وتعني الله. إلا أن هذا غير منطقي. والبعض منهم أرجع الاسم إلى ما يعني "الذين لا يقبلون بأي سيد" (أي لا يقبلوا الخضوع). وكلمة "بمبارة هي تحريف فرنسي لكلمة بَمانة.

## تاريخهم

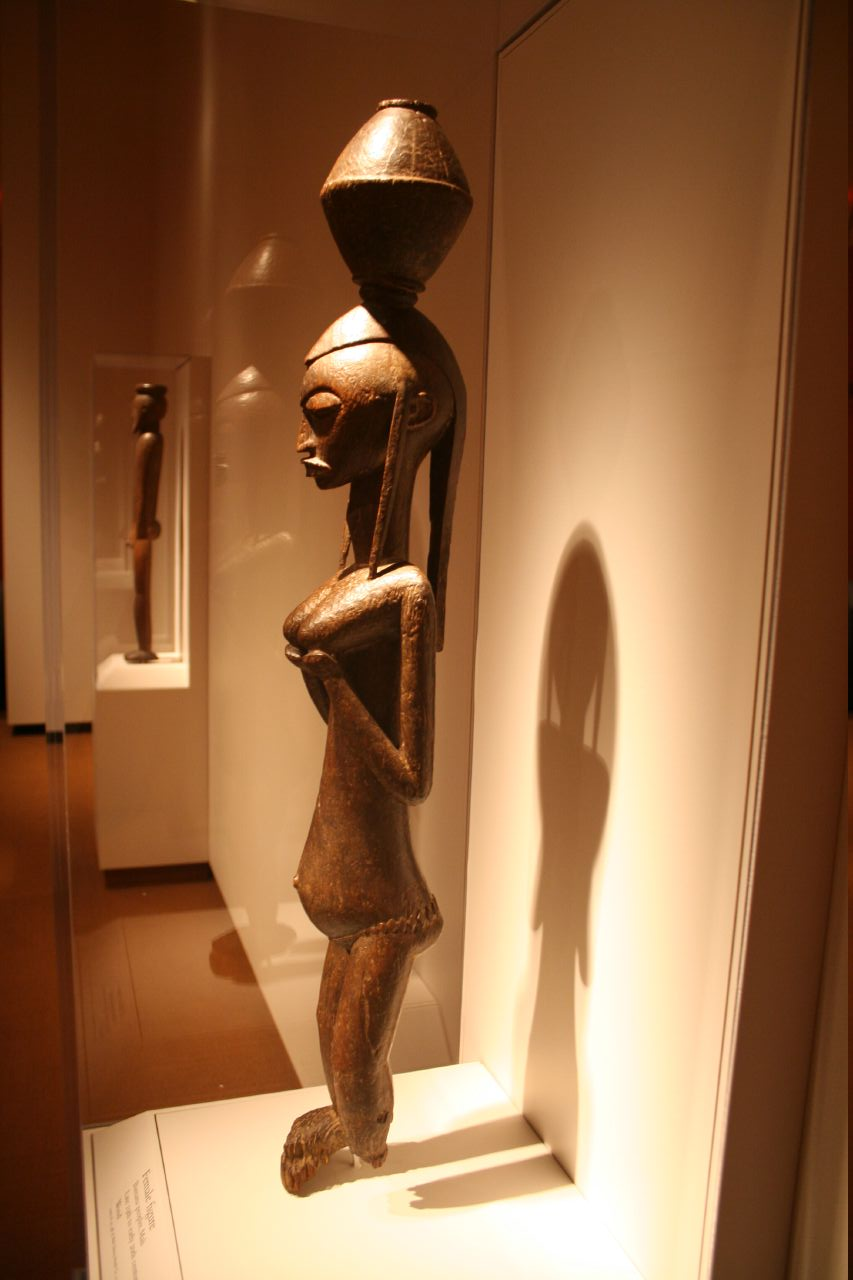
تمثال لأنثى من بمبارة - متحف سميثونيان

يرجع أصل البمانة كفرع لشعب المَندينكة المؤسسين للدولة المالية في القرن الثالث عشر الميلادي. وهم جزء العرق المَندي والذين تمدنوا منذ 1500 سنة قبل الميلاد. ومن فروعهم شعب البوزو الذين أنشؤا مدينة دجينة. وبين عامي 300 و 1100 ميلادي، أسس سونسنكي المَنديون الدولة الغانية باحتلالهم مناطق السودان الغربية. وهاجروا العديد من مَنديي حوض نهر النيجر إلى الداخل بعد اضمحلال دولة الصنغاي المَندية في القرن السابع عشر الميلادي. وعندها بدء نشوء البمانة مع ظهور الدولة البمانية في 1740 م.